# Второе сербское восстание
Второе сербское восстание (серб. Други српски устанак) — национально-освободительное восстание сербского народа против турецкого феодального гнёта в 1815—1817 годах. Вторая фаза Сербской революции. Восстание в дальнейшем способствовало созданию автономного Сербского княжества со своим парламентом, конституцией и правящей династией.

## Предпосылки
В апреле 1815 года вновь начались волнения среди сербского населения, пребывавшего под османской властью. Как и в первом восстании, вначале выступления носили местный характер, повстанцы выступали не против султана или турецкой власти вообще, а против притеснений, чинимых правителем Белградского пашалыка Сулейман-пашой Скопляком.
Второе сербское восстание возглавил Милош Обренович, один из немногих предводителей первого восстания, после его поражения оставшихся в Сербии. Турки назначили его «старшим князем» Рудницкого округа. В отличие от Карагеоргия, являвшегося прежде всего полководцем, Милош отличался и дипломатическими способностями. В частности, он пытался заручиться поддержкой Австрии на тот случай, если стихийный бунт населения не удастся сдержать.
Милош не успел завершить подготовительную работу — османы вели себя слишком жестоко, и первые антитурецкие выступления произошли уже 8 — 10 апреля 1815 года. 11 апреля Милош был вынужден провозгласить начало восстания на Таковском собрании.

## Восстание
Вооружённые столкновения повстанческих и османских отрядов продолжались на протяжении апреля—июля 1815 года с переменным успехом. Постепенно победы повстанцев становились всё чаще и убедительнее: они взяли город Чачак в мае, Пожаревац в июне, одержали убедительную победу над авангардом турецкого войска под предводительством Ибрагима-паши в июле.
С первых дней восстания Милош вёл себя весьма осторожно, стараясь не раздражать султана и постоянно подчёркивая, что сербы остаются верноподданными, и имеют целью только облегчение материальных условий жизни. Он не посылал повстанцев на штурм городов, находившихся в непосредственном управлении султана, а взятого в плен Ибрагим-пашу по своей инициативе передал туркам.
Извлекая уроки из первого восстания, когда за столом переговоров сербы теряли то, что получали на поле боя, Милош Обренович значительное внимание уделял именно переговорам. Например, когда для подавления выступления османы снарядили против сербов сразу две армии, Милош вступил в переговоры с их командирами и добился своего без возобновления боевых действий.
За таким поворотом событий в значительной мере стояли российские имперские интересы, с которыми Османской империи, после краха первой Французской империи, приходилось считаться. Российская империя решила поддержать требование сербов об автономии.
Летом 1815 года Обренович согласился на требование турок пропустить их военную часть в Белград. Сербы даже поставляли продовольствие этому отряду, что послужило доказательством их лояльности турецким властям. В ответ сербы получили возможность послать делегацию в Стамбул для переговоров о будущем статусе и устройстве Белградского пашалыка.

## Последствия

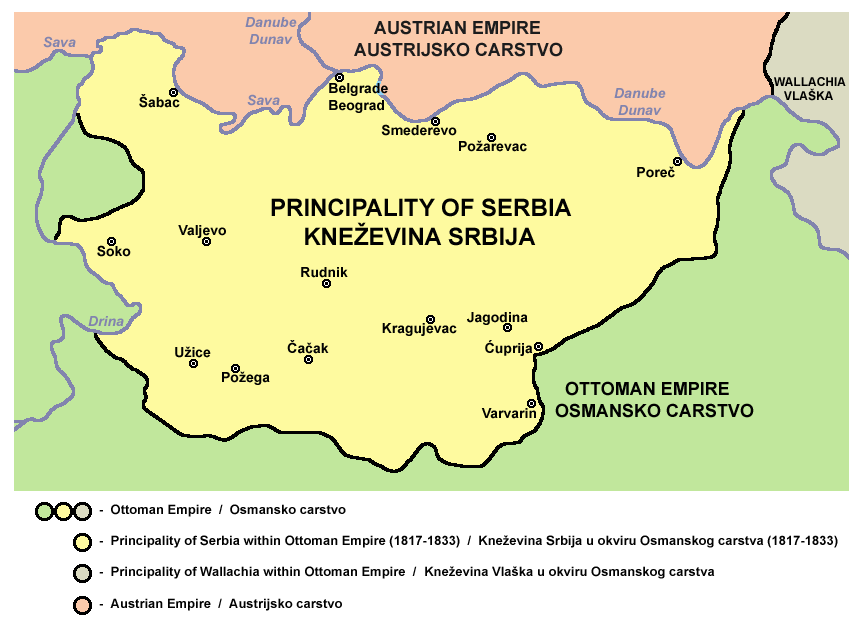
Княжество Сербия по окончании восстания (1817)

Несмотря на определённые трудности и откровенное нежелание Османской империи обсуждать проблему сербской автономии, переговоры завершились успешно. Вначале все льготы, которые турки соглашались предоставить, не закреплялись документально, а существовали в виде устных договорённостей. В 1816—1820 годы льготы были расширены и подтверждены фирманами султана.
Сербам позволили самим собирать харадж и другие налоги, размеры которых чётко оговаривались; на уровне местной власти предоставлялись практически одинаковые права как представителям Стамбула — мусульманам, — так и сербским князьям. Милош Обренович назначался «верховным князем», его полномочия при этом мало чем отличались от полномочий турецкого паши. Создавалась Народная Канцелярия как высший орган сербского административного и судебного самоуправления.